# Sandhem
Sandhem er et byområde i Mullsjö kommun i Jönköpings län i Sverige. I 2010 var indbyggertallet 702.